# Soyarabai
Soyarabai Bhosale (de nacimiento Mohite; muerta en 1681) fue la más joven de las ocho esposas del Chhatrapati Shivaji, el fundador del Imperio maratha en la India occidental. Era la madre del segundo hijo varón de Shivaji, Rajaram y la hermana más joven del jefe del ejército maratha Hambirrao Mohite. Fue ejecutada en 1681, después de fallar en su intento de destronar a Sambhaji, el hijo mayor de Shivaji.

## Primeros años
Nacida Soyarabai Mohite, fue casada con Shivaji a una edad muy temprana en 1639. El matrimonio tuvo lugar cuando Shivaji visitó a su padre Shahaji en Bangalore con su madre Jijabai. Tukabai (de nacimiento Mohite), la madrastra de Shivaji y tía paterna de Soyarabai insistió en el matrimonio.
Después de la muerte de Jijabai en 1674, Soyarabai obtuvo prominencia en la familia de Shivaji y por extensión, en la política de la corte maratha. Soyrabai dio dos hijos a Shivaji, una hija Balibai y un hijo Rajaram.

## Después de la muerte de Shivaji
Muchos historiadores la culpan de la muerte de Shivaji. Era ambiciosa y deseaba que su hijo Rajaram sucediera a Shivaji en lugar de su hijo mayor Sambhaji. El príncipe no fue informado de la muerte de su padre y por ello estuvo ausente cuando Shivaji fue cremado. Después de la muerte de Shivaji en 1680, con la ayuda de algunos cortesanos, Soyarabai consiguió que su hijo de diez años, Rajaram, ocupara el trono vacante. Su hijastro y heredero presunto Sambhaji, fue capaz de sacarle del poder con la ayuda del ejército al mando del propio hermano de Soyrabai, Hambirrao Mohite. Encarceló a los cortesanos traidores y tomó formalmente el poder como el nuevo Chhatrapati el 20 de julio de 1680.
Incluso después de que Sambhaji tomara el poder, Soyrabai trató de destronarle por todos los medios. Intentó envenenar a Sambhaji en agosto de 1681, pero sobrevivió y ordenó la ejecución de Soyarabai. Los demás conspiradores incluyendo los familiares de Yesubai de la familia Shirke fueron también ejecutados.